# Klutiana townesi
Klutiana townesi là một loài tò vò trong họ Ichneumonidae.